# Região Norte (Camarões)
Norte (em francês:  Nord; em inglês:  North) é uma região dos Camarões, cuja capital é a cidade de Garoua. Sua população em 2005 era 1 687 959 habitantes.	

## Departamentos
Lista dos departamentos da província com suas respectivas capitais entre parênteses:
- Bénoué (Garoua)
- Faro (Poli)
- Mayo-Rey (Tcholliré)
- Mayo-Louti (Guider)

## Demografia
| 1976    | 1987    | 2005      |
| 479 158 | 832 165 | 1 687 959 |